# El Galeón
El Galeón est une station balnéaire uruguayenne située dans le département de Canelones. Elle fait partie de la municipalité de La Floresta.

## Localisation
Située au sud-est du département de Canelones sur les rives du Rio de la Plata, elle est bordée à l'ouest par la station balnéaire de Cuchilla Alta, et à l'est par celle de Santa Ana. On y accède par la ruta Interbalnearia, au niveau du kilomètre 72.

## Population
| Année | Population |
| ----- | ---------- |
| 1975  | 66         |
| 1985  | 74         |
| 1996  | 113        |
| 2004  | 115        |
| 2011  | 192        |

,

## Source
- (es) Cet article est partiellement ou en totalité issu de l’article de Wikipédia en espagnol intitulé « El Galeón » (voir la liste des auteurs).